# Gundi Ellert
Gundi Ellert (* 8. September 1951 in Lengenfeld (Velburg)) ist eine deutsche Schauspielerin, Regisseurin und Autorin.

## Leben
Gundi Ellert wuchs mit fünf Schwestern in dem kleinen Dorf Lengenfeld bei Velburg auf und besuchte die Schauspielschule in München. Nach der Ausbildung wurde sie 1977 für das Bayerische Staatsschauspiel und die Münchner Kammerspiele engagiert, wo sie nach einer größeren Unterbrechung (1986–2001) heute wieder regelmäßig auftritt. Sie arbeitete außerdem am Schauspielhaus München, bei den Salzburger Festspielen, am Theater in Basel (1980–1993), am Deutschen Schauspielhaus in Hamburg (1993–2000) und an der Berliner Schaubühne. Die vielseitige Schauspielerin wirkte u. a. bei Inszenierungen von Schillers Wilhelm Tell, Shakespeares Ein Sommernachtstraum, Wedekinds Musik und Molières Don Juan mit. 1994 wurde sie von der Zeitschrift Theater heute für ihre Rolle in Wolken.Heim zur „Schauspielerin des Jahres“ gekürt. Ellert schrieb auch selbst einige Bühnenstücke, u. a. Lenas Schwester, für das sie 1990 mit dem Literaturpreis des Kulturkreises im BDI ausgezeichnet wurde.
Neben ihren zahlreichen Theaterengagements war Ellert auch immer wieder in Film und Fernsehen präsent. Ihre erste Fernsehrolle spielte sie 1980 in Direktion City. In der Folge wirkte sie in zahlreichen bekannten TV-Serien mit, darunter Monaco Franze – Der ewige Stenz, Die schnelle Gerdi, Der Bulle von Tölz, Die Affäre Semmeling und Die Hausmeisterin. Ellert arbeitete u. a. mit Helmut Fischer, Werner Asam, Gerd Anthoff, Ilse Neubauer und Franziska Stömmer. 1993 verkörperte sie die Schiermoserin in Franz Xaver Bogners Madame Bäurin, 1995 spielte sie die Hauptrolle in Imo Moszkowiczs Über Kreuz. Seit 2004 ist sie als „Rosie“ in der Krimi-Reihe Franziska Luginsland mit Katja Flint zu sehen.
Gundi Ellert lebt abwechselnd in Deutschland und Italien. Sie ist mit Frank Baumbauer, dem ehemaligen Intendanten der Münchner Kammerspiele, verheiratet.

## Theaterstücke
Münchner Kammerspiele (Bayerisches Staatsschauspiel)
- Ein Sommernachtstraum von William Shakespeare (als Hermina); Regie: Dieter Dorn
- König Lear von William Shakespeare (als Regan); Regie: Hans Lietzau
- Der starke Stamm von Marieluise Fleißer (als Annerl); Regie: Dieter Giesing
- Hahnenkampf von Heinrich Lautensack (als Innocentia); Regie: Ruth Drexel
- 1983: Don Juan von Molière (als Charlotte); Regie: Ingmar Bergman
- Der Nusser von Franz Xaver Kroetz (als Liese); Regie: Franz Xaver Kroetz
- Kasimir und Karoline von Ödön von Horváth (als Erna)
- Stella von Johann Wolfgang Goethe (als Stella); Regie: Rolf Stahl
- Fräulein Julie von August Strindberg (als Kristin); Regie: Ingmar Bergman
- Magdalena von Ludwig Thoma (als Magdalena); Regie: Rolf Stahl
- Musik von Frank Wedekind
- Toller von Franz Xaver Kroetz
- 2001/2002: Schlachten! von Tom Lanyoe (als Königin Elisabeth); Regie: Luk Perceval
- 2001–2005: Traum im Herbst von Jon Fosse (als Mutter); Regie: Luk Perceval
- 2002: Das goldene Kind von Kerstin Specht (als Mutter); Regie: Monika Gintersdorfer
- 2003–2005: Hermes in der Stadt von Lothar Trolle; Regie: Laurent Chétouane
- 2003–2005: Plastilin von Wassilij Sigarew (als Mutter); Regie: Anselm Weber
- 2003/2004: Schöne Bescherungen von Alan Ayckbourn (als Phyllis); Regie: Karin Beier
- 2004/2005: Das Zuckersyndrom von Lucy Prebble
- 2004/2005: Die zehn Gebote nach den Dekalog-Drehbüchern von Krzysztof Kieślowski und Krzysztof Piesiewicz; Regie: Johan Simon
- 2005–2007: Schändet eure neoliberalen Biografien von René Pollesch (als sie selbst); Regie: René Pollesch
- 2006: Am Tag der jungen Talente von Polle Wilbert; Regie: Johannes von Matuschka
- 2006–2008: Dunkel lockende Welt von Klaus Händl (als Dr. Mechthild Schneider); Regie: Sebastian Nübling
- 2007–2009: Glaube Liebe Hoffnung von Ödön von Horváth (als Amtsgerichtsrätin); Regie: Stephan Kimmig
- 2007/2008: Die Probe (Der brave Simon Korach) von Lukas Bärfuss (als Helle Korach); Regie: Lars-Ole Walburg
- 2008/2009: Zur schönen Aussicht von Ödön von Horváth (als Ada Freifrau von Stetten); Regie: Christiane Pohle
- 2009/2010: Denn alle Lust will Ewigkeit von Franz Wittenbrink; Regie: Franz Wittenbrink
- 2009–2011: Kleiner Mann – was nun? von Hans Fallada (als Frau Kleinholz/Mia Pinneberg); Regie: Luk Perceval
- 2009: Bulbus von Anja Hilling (als Jutta Schratz); Regie: Christiane Pohle
- 2011: Alpsegen von Feridun Zaimoglu und Günter Senkel; Regie: Sebastian Nübling

Deutsches Schauspielhaus Hamburg
- Sekretärinnen von Frank Wittenbrink
- Schlachten! von Tom Lanoye (als Königin Elisabeth); Regie: Luk Perceval
- Der Zigeunerbaron von Johann Strauß; Regie: Herbert Wernicke
- Mars und Gründgens von Johann Kresnik (diverse Rollen)
- Der Drang (als Hilde); Regie: Wilfried Minks
- Sommergäste (als Olga); Regie: Elke Lang
- 1993/1994: Wolken.Heim von Elfriede Jelinek; Regie: Jossi Wieler

Schaubühne Berlin
- 2000: Feuergesicht von Marius von Mayenburg (als Mutter); Regie: Thomas Ostermeier

Theater Basel
- Wilhelm Tell von Friedrich von Schiller (als Gertrud Stauffacher); Regie: Frank Castorf
- Das Käthchen von Heilbronn von Heinrich von Kleist (als Kunigunde); Regie: Cesare Lievi

## Eigene Stücke
- 1983: Lenas Schwester
- 1987: Elena und Robert
- 1990: Die Fremden
- 1992: Josephs Töchter
- 1994: Jagdzeit

## Filmografie

### Filme
- 1981: Das Gastmahl
- 1982: Der Starke Stamm – Regie: Dieter Giesing
- 1983: Zuckerhut
- 1985: Hochzeit (Fernsehfilm, Regie: Kurt Wilhelm)
- 1985: Don Juan – Regie: Ingmar Bergman
- 1987: Der Pfandlbräu – Regie: Georg Lohmeier
- 1991: Wer Knecht ist, soll Knecht bleiben – Regie: Kurt Wilhelm
- 1993: Sein letzter Wille – Regie: Franz Xaver Bogner
- 1993: Madame Bäurin – Regie: Franz Xaver Bogner
- 1995: Über Kreuz
- 1995: Die Kreuzfahrt – Regie: Julian Pölsler
- 1997: Wolken.Heim
- 1998: Die Sekretärinnen
- 1998: Die Ehrabschneider – Regie: Monika Baumgartner
- 1999: Schlachten! – Regie Luk Perceval
- 2001: Traum im Herbst – Regie: Luk Perceval
- 2001: Girl
- 2002: Im Chaos der Gefühle
- 2002: Zwei alte Gauner
- 2004: Franziska Luginsland – 21 Liebesbriefe
- 2004: Der Alte – Episode 296: Ein mörderisches Geheimnis
- 2004: Der Alte – Folge 298: Du sollst nicht töten
- 2004: Stärker als der Tod
- 2004: Der Alte – Episode 302: Blutsbande
- 2005: Marias letzte Reise – Regie: Rainer Kaufmann
- 2005: Die Rosenheim-Cops – Die letzte Weißwurst
- 2005: Schläfer – Regie: Benjamin Heisenberg
- 2005: Oktoberfest – Regie: Johannes Brunner
- 2006: Und ich lieb dich doch!
- 2006: Franziska Luginsland II – Franziskas Gespür für Männer
- 2007: Pornorama
- 2008: Franziska Luginsland III – Mord in aller Unschuld
- 2008: Mit einem Schlag
- 2008: Liesl Karlstadt und Karl Valentin – Regie: Jo Baier
- 2009: Der Bär ist los! Die Geschichte von Bruno – Regie: Xaver Schwarzenberger
- 2009: Franziska Luginsland IV – Liebe und andere Gefahren
- 2009: Maria, ihm schmeckt’s nicht! – Regie: Neele Leana Vollmar
- 2009: Crash Point: Berlin
- 2009: Totentanz – Regie: Corbinian Lippl
- 2009: Tannöd – Regie: Bettina Oberli
- 2010: Der letzte Angestellte – Regie: Alexander Adolph
- 2010: Keiner geht verloren – Regie: Dirk Kummer
- 2010: Der Doc und die Hexe – Regie: Vivian Naefe
- 2010: Zimtstern und Halbmond
- 2011: Klarer Fall für Bär
- 2011: Tod am Engelstein
- 2011: Föhnlage. Ein Alpenkrimi – Regie: Rainer Kaufmann
- 2011: Sommer in Orange – Regie: Marcus H. Rosenmüller
- 2011: Die Samenhändlerin – Regie: Michael Keusch
- 2011: Mein eigen Fleisch und Blut – Regie: Vivian Naefe
- 2011: Die Tote im Moorwald
- 2013: Beste Bescherung
- 2014: Zwei allein – Regie: Stephan Wagner
- 2015: Auf der Straße
- 2015: Schwarzach 23 und die Hand des Todes
- 2015: Sturköpfe
- 2016: Endstation Glück
- 2016: Eine unerhörte Frau
- 2016: Schwarzach 23 und die Jagd nach dem Mordsfinger
- 2017: Falsche Siebziger
- 2017: München Mord: Einer, der’s geschafft hat
- 2017: Rosamunde Pilcher – Wenn Fische lächeln
- 2018: Schwarzach 23 und der Schädel des Saatans
- 2019: Club der einsamen Herzen
- 2019: Schwarzach 23 und das mörderische Ich
- 2019: Bingo im Kopf (Fernsehfilm)
- 2022: Die goldenen Jahre

### Fernsehserien
- 1976–1978: Direktion City (6 Folgen)
- 1983: Monaco Franze – Der ewige Stenz (Folge 1x03)
- 1986: Rette mich, wer kann (6 Folgen)
- 1986, 1998: Derrick (Folgen 143 und 277)
- 1987: Der elegante Hund (1 Folge)
- 1989: Löwengrube (Folgen 1x01–1x03)
- 1989: Die schnelle Gerdi (2 Folgen)
- 1992: Im Schatten der Gipfel (Folge 1x08)
- 1992: Die Hausmeisterin (3 Folgen)
- 1992: Lilli Lottofee
- 1993: Der Bergdoktor (Folge 2x03)
- 1994: Peter und Paul (Folgen 1x01–1x05)
- 1997: Aus heiterem Himmel (Folge 3x09)
- 1997: Der Bulle von Tölz: Eine Hand wäscht die andere
- 1998–2008: Der Alte (5 Folgen)
- 1999: Zugriff (Folge 2x01)
- 2000: Tatort – Der schwarze Skorpion
- 2000–2008: Der Alte (5 Folgen)
- 2000, 2002: Café Meineid (Folgen 8x10, 10x07)
- 2001–2007: Siska (4 Folgen)
- 2002: Der Landarzt (Folge 11x04)
- 2002: Die Affäre Semmeling
- 2003: Für alle Fälle Stefanie (eine Folge)
- 2004: Die schnelle Gerdi und die Hauptstadt (Folge 2x01)
- 2004: Polizeiruf 110 – Die Maß ist voll
- 2004: Der letzte Zeuge (Folge 6x04)
- 2005: Die Rosenheim-Cops (Folge 4x07)
- 2006: Die ProSieben Märchenstunde – Zwerg Nase – 4 Fäuste für ein Zauberkraut
- 2008: Der Kaiser von Schexing (Folge 2x03)
- 2008: Bella Block – Falsche Liebe
- 2008: Tatort – Häschen in der Grube
- 2009, 2011: SOKO 5113 (Folgen 34x11, 37x06)
- 2012: Pfarrer Braun – Ausgegeigt!
- 2013: Dora Heldt: Ausgeliebt
- 2013: SOKO Kitzbühel (Folge 12x05)
- 2013: Die Chefin (Folge 3x02)
- 2014: Dora Heldt: Unzertrennlich
- 2014: Dora Heldt: Herzlichen Glückwunsch, Sie haben gewonnen!
- 2015: München 7 (Folge 5x10)
- 2015: Die Kanzlei (Folge 1x10)
- 2023: Neue Geschichten vom Pumuckl

## Auszeichnungen
- 1982: Förderpreis der Stadt München für darstellende Kunst
- 1990: Literaturpreis des Kulturkreises der deutschen Wirtschaft im BDI
- 1994: „Schauspielerin des Jahres“, Theater heute